# Оберин Мартелл
Оберин Мартелл (англ. Oberyn Martell) — вигаданий персонаж серії фентезі-романів «Пісня льоду й полум'я» американського письменника Джорджа Р. Р. Мартіна, та його телевізійної адаптації «Гра престолів».
Вперше з'являється у романі «Буря мечів» (2000). Пізніше інколи згадується у романах «Бенкет круків» (2005) і «Танок драконів» (2011). Оберин Мартелл молодший брат Дорана Мартелла з південного королівства Дорн. На відміну від свого хворобливого та меланхолічного брата, Оберин жвавий, життєрадісний та харизматичний. Він має багато позашлюбних дітей, відомих як «Гадюки». Самого Оберина називають «Червоним Гадом» за його пристрасть використовувати різноманітні види отрут. Він зневажає Ланністерів за зраду, вчинену під час «Повстання Роберта», та прагне помститись за вбивство своєї сестри Елії Мартелл, яка була дружиною Рейгара Таргарієна.
У телевізійній адаптації від «HBO» роль Оберина грає американський актор чилійського походження Педро Паскаль. За роль Оберина він отримав схвальні відгуки та був номінований на Премію Гільдії кіноакторів у категорії «Найкращий акторський склад у драматичному серіалі».

## Опис персонажа
Оберин Мартелл не є особою з власною оповіддю подій, тож його дії спостерігаються через інших персонажів, таких як Тиріон Ланністер, також про нього інколи згадує його племінниця Аріанна Мартелл.

Оберин молодший брат принца Дорана Мартелла, правителя південних земель і Дорна. Він кмітливий та гострий на язик. За характером запальний, вольовий та хтивий чоловік, якому до вподоби як жінки, так і чоловіки. Оберин досвідчений та вправний воїн, має прізвисько «Червоний Гад» завдяки своїй схильності носити одяг червоного кольору, використовувати різноманітні отрути та обробляти ними власну зброю. 
|                                         | <...> У сідлі сидів, наче в ньому й народився,— високий, стрункий, граційний. На плечах у нього тріпотів ясно-червоний шовковий плащ, а сорочка була броньована нашитими внапустку рядами мідних дисків, які сяяли на сонці, як тисячі блискучих новеньких мідяків. <...> Княжич скинув шолом. Під ним виявилося пооране зморшками, похмуре обличчя з тонкими бровами-дугами над великими очима — чорними та блискучими, як два озерця нафти. Кілька срібних волосин майнуло в лискучій чорній чуприні, що врізалася в чоло клином гострим, як і ніс княжича. <...> |
| — «Буря мечів», КМ-Букс (Україна, 2015) | |

Він багато подорожував світом. У молоді роки переїхав до Ессоса, де прожив 5 років. Побував в Астапорі і бачив військо «Безсмертних». Був в Міріні, де бився на смерть у бійцівському кублі. Деякий час служив з перекупниками мечів «Середні Сини», перш ніж створив власний загін найманців. Також встиг повчитись в Цитаделі, де вивчав отрути та темні чари, склав шість ланок ланцюга мейстра, але закинув навчання через нудьгу. Не одружений, втім має 8 доньок, яких називають «Гадюками». Був дуже прив'язаний до своєї старшої сестри Елії і мав з нею найбільш дружні стосунки серед усіх своїх родичів та коханок. Після її смерті шукає нагоди за неї помститись.

## Сюжетні лінії

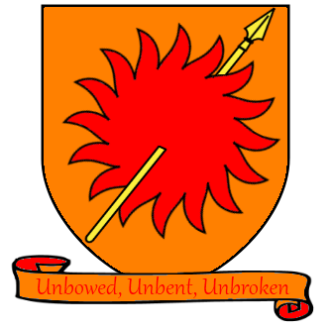
Родинний герб дому Мартеллів

### У книжках

#### Буря мечів
Оберин приїжджає до Королівської Гавані (Kings Landing) на чолі дипломатичної місії Дорна, на запрошення Тиріона Ланністера, колишньої правиці короля. Оберин прагне посісти місце у Малій королівський раді замість свого старшого брата Дорана Мартелла, та помститись за вбивство своєї сестри Елії Мартелл. Невдовзі Тиріона звинувачують в отруєнні Джоффрі Баратеона і Оберин добровільно погоджується бути представником карлика у двобої на смерть, знаючи, що він буде битися з Грегором «Горою» Кліганом, який вбив Елію Мартелл та її дітей. Під час бою Оберин домінує над Кліганом, завдає йому численних ран і вимагає зізнатись у вбивстві своєї сестри. Проте він поводиться занадто самовпевнено та недбало у, здавалось би, вже виграшному бою, і це призводить до того, що ледве живий Грегор хапає свого противника, вичавлює йому очі та розтрощує голову сталевим броньованим кулаком.
|                                         | <...> Кліган блискавично викинув руку та схопив дорнянина під коліном. Червоний Гад щосили опустив меча, але він уже втратив рівновагу, тож хіба що лишив чергову вм’ятину на наручнику в Гори. А тоді й узагалі довелося про меча забути, адже Грегор напружив руку і смикнув дорнянина на себе. Вони почали борюкатись у поросі та крові, а зламаний спис сіпався туди-сюди. Тиріон із жахом спостерігав, як Гора обхопив княжича здоровезною рукою, притискаючи до грудей, мов коханця. — Елія Дорнська,— промовив сер Грегор так, що почули всі, коли ці двоє опинилися близенько, що й поцілуватися могли.— Я вбив її верескливе щеня,— він метнув вільну руку Оберину в незахищене обличчя, застромивши йому в очі сталеві пальці.— А тоді зґвалтував її,— сталевим кулаком Кліган ударив дорнянина просто в рот, трощачи зуби.— А тоді розбив їй кляту голову. Отак! Коли він замахнувся величезним кулаком, кров у нього на латній рукавиці парувала в холодному світанковому повітрі. Долинув нудотний хрускіт. <...> |
| — «Буря мечів», КМ-Букс (Україна, 2015) | |

#### Бенкет круків
Після жахливої смерті Оберина, Доран Мартелл, на звинувачення своєї доньки Аріанни у бездіяльності, повідомляє, що справжня мета Оберина була не в тому, щоб посісти почесне місце в Малій королівський раді, а в руйнуванні влади та в знищенні родини Ланністерів.
|                                            | <...> Ти плутаєш терпець з терпимістю. Я все робив для знищення Тайвіна Ланністера з того самого дня, коли мені розповіли про Елію і її діточок. Я сподівався, перш ніж уб'ю його, забрати в нього все, що він любить, та, схоже, той його синок-карлик відібрав у мене таку насолоду. Тільки тим і втішаюся, що він помер лютою смертю від рук чудовиська, яке сам і породив. <...> |
| — «Бенкет круків», КМ-Букс (Україна, 2016) | |

Про це він також згадує спілкуючись з Наймерією, донькою Оберина. І каже, що її батько діяв необдумано та занадто імпульсивно, через це і загинув у двобої, б'ючись за те, що його взагалі не стосувалось. 
|                                            | <...> Він перевищив свої повноваження. «Добре оціни оцього малолітнього короля і його раду, зверни увагу на всі їхні переваги та слабкості,— просив я його, коли ми з ним сиділи на терасі. Їли апельсини.— Знайди нам там друзів, якщо їх узагалі там можна знайти. Дізнайся, що зможеш, про кончину Елії, але не провокуй лорда Тайвіна необгрунтовано». Ось що я йому сказав, а Оберин розсміявся і мовив: «Коли це я кого провокував... необгрунтовано? Ліпше застережи Ланністерів, щоб не провокували мене». Він хотів домогтися справедливості для Елії, але не волів чекати... <...> |
| — «Бенкет круків», КМ-Букс (Україна, 2016) | |

### У серіалі

#### Сезон 4

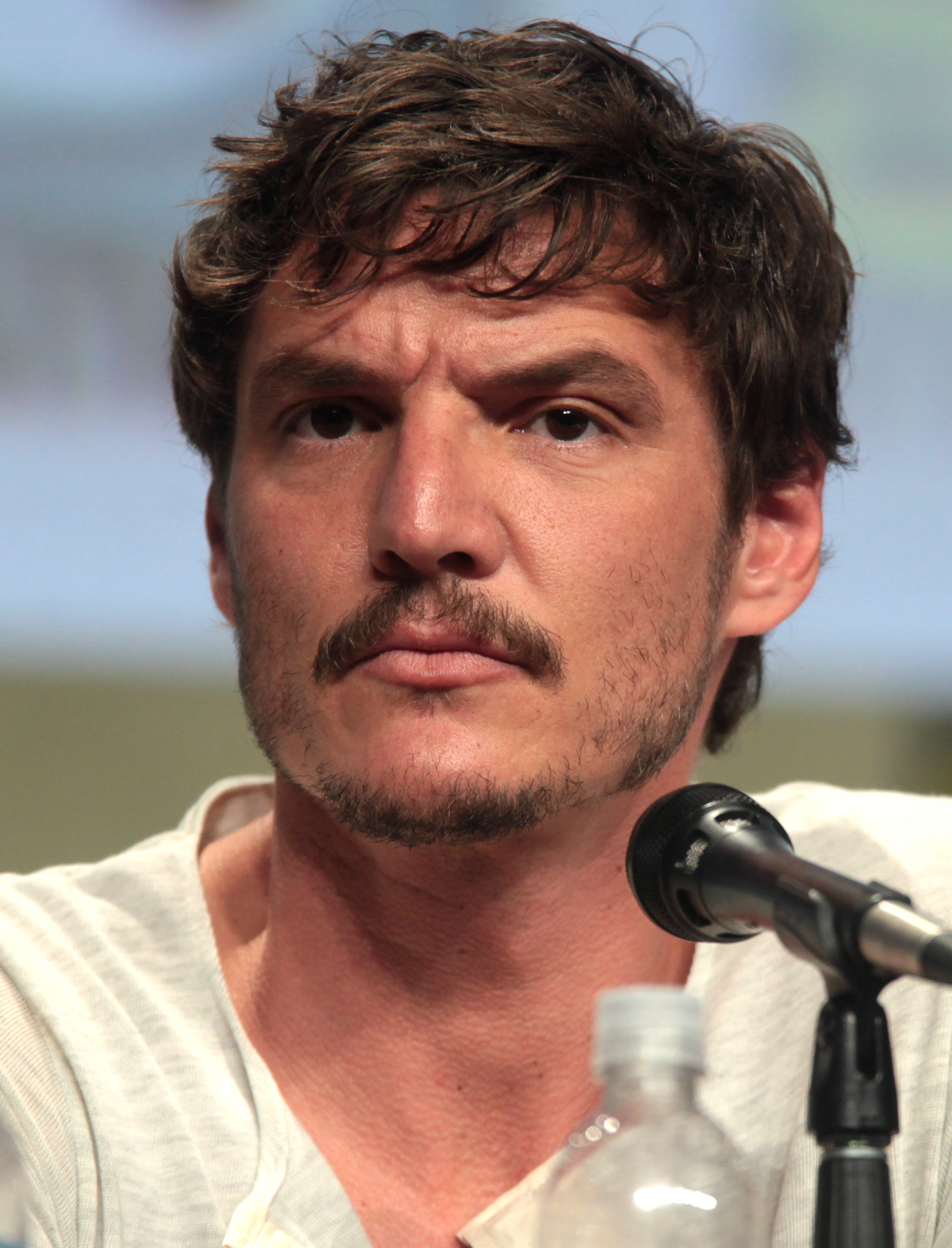
Педро Паскаль грає роль Оберина Мартелла у серіалі

Оберин, замість свого брата, приїжджає до Королівського Причалу (Kings Landing) разом з Еларією Сенд на весілля Джоффрі Баратеона, а також для того, щоб посісти обіцяне місце в Малій королівській раді. Після зустрічі з Тиріоном і їхньої приватної бесіди, стає зрозуміло, що справжня мета Оберина це помста Ланністерам за вбивство його сестри Елії та її дітей. Під час весілля Джоффрі помирає від отрути і Тайвін Ланністер в першу чергу підозрює Оберина, тому що той має схильність користуватись отрутами, але Оберин заперечує свою причетність до цього. Натомість Оберин звинувачує Тайвіна у причетності до вбивства Елії і вимагає зустрітись і поговорити з Грегором Кліганом. Тайвін погоджується за умови, що Оберин візьме участь у судовому процесі по обвинуваченню Тиріона Ланністера у вбивстві Джоффрі та буде одним з трьох суддів. На судовому розгляді Оберин поводиться гідно і справедливо, ставлячи під сумнів покази Серсі та коханки Тиріона — Шей. Протягом судового розгляду Тиріон відмовляється продовжувати цей хибний і упереджений процес та вимагає суду через двобій на смерть. В результаті Оберин погоджується бути представником Тиріона, бо має намір відновити справедливість і помститись Грегору Клігану, який був обраний чемпіоном від Серсі.
Спритний та верткий Оберин, покладаючись на свою швидкість та майстерність, проводить блискучий бій, нівелюючи перевагу Грегора Клігана у величезній силі та зрості. Оберину вдається завдати Грегору чисельних поранень своїм списом і обеззброїти його. Вимагаючи зізнання у вбивстві Елії та її дітей у свого напівживого супротивника, Оберин втрачає пильність та занадто близько підходить до Клігана, дозволяючи йому схопити себе у «міцних обіймах». Грегор Кліган зізнається у вбивстві Елії і водночас розчавлює голову Оберина. Тиріону виносять смертний вирок, визнаючи переможцем Грегора Клігана. Але, все ж таки, Оберину вдається досягти справедливості і його намагання покарати вбивцю своєї сестри не лишаються марними, тому що його рани Клігану були завдані отруєною зброєю. Це мало б приректи Грегора Клігана до повільної та болісної смерті.